# علیرضا حدادی‌فر
علیرضا حدادی‌فر (انگلیسی: Alireza Hadadifar؛ زاده ۶ اوت ۱۹۸۷) یک بازیکن فوتبال اهل ایران است. او برادر کوچکتر قاسم حدادی‌فر دیگر بازیکن فوتبال ایرانیست.